# Msza c-moll (KV 427)
Msza c-moll KV 427 – msza Wolfganga Amadeusa Mozarta, nazywana Wielką. Należy do najbardziej znanych dzieł muzyki sakralnej.
Msza nazywana jest Wielką dla podkreślenia monumentalnej koncepcji dzieła, widocznej w:
- zewnętrznych jej rozmiarach: rozbudowanych poszczególnych częściach, składających się niejednokrotnie z kilku samodzielnych utworów
- bogactwie środków wyrazu: olbrzymich, 5- i 8-głosowych partiach chóralnych, szerokim wykorzystaniu głosów solowych i instrumentów (zwłaszcza dętych), rozbudowanej partii orkiestry.

Mszę c-moll Mozart pisał w latach 1782/1783, wypełniając złożone ślubowanie, że jeśli Konstancja Weber zostanie jego żoną, skomponuje mszę. 
Konstancja była także pierwszą wykonawczynią partii solowych - sopranowych, które były komponowane do możliwości jej głosu, a także innych wykonawców. 
Dzieło pozostawił niedokończone. W 1901 roku Aloys Schmitt dobrał według własnej koncepcji odpowiednie utwory Mozarta, którymi uzupełnił brakujące części mszy. Oryginalnymi ogniwami napisanymi przez Mozarta były: Kyrie, Gloria, Sanctus, Benedictus i pierwsza część Credo (do Et incarnatus est włącznie). Brakowało kolejnych fragmentów Credo (od Crucifixus), Agnus Dei i Dona nobis pacem.
W 2015 roku niemiecki kompozytor Thomas Cornelius skomponował brakujące Agnus Dei, którego premiera odbyła się w katedrze w Stendal.
Sam Mozart zaprezentował Mszę c-moll w 1783 roku w Salzburgu, w miejsce brakujących ogniw wprowadzając przypuszczalnie części z wcześniejszych swoich mszy. Natomiast całe fragmenty Mszy c-moll zawarł w pisanej w pośpiechu na zamówienie kantacie Davidde penitente KV 469.
Pod względem stylistyki Msza c-moll jest dziełem niejednolitym, część jest skomponowana do zakresu instrumentów znajdujących się w Salzburgu, brakujące części Mozart uzupełnił wcześniejszymi mszami. Wirtuozowskie fragmenty wokalne, skomponowane z myślą o Konstancji, która była ich pierwszą wykonawczynią w Salzburgu, kontrastują z monumentalnymi partiami chóralnymi. One zresztą stanowią o wartości dzieła, stawiając je w jednym rzędzie z Requiem.

## Struktura
1. Kyrie (Andante moderato: chór i sopran)
2. Gloria: Gloria in excelsis Deo (Allegro vivace: chór) 
  1. —Gloria: Laudamus te (Allegro aperto: sopran II)
  2. —Gloria: Gratias agimus tibi (Adagio: chór)
  3. —Gloria: Domine Deus (Allegro moderato: soprany I i II)
  4. —Gloria: Qui tollis (Largo: chór)
  5. —Gloria: Quoniam tu solus (Allegro: soprany I i II, tenor oraz chór)
  6. —Gloria: Jesu Christe (Adagio: chór) - Cum Sancto Spiritu (chór)
3. Credo: Credo in unum Deum (Allegro maestoso: chór) 
  1. —Credo: Et incarnatus est (Andante: sopran I)
4. Sanctus (Largo: chór)
5. Benedictus qui venit (Allegro comodo: chór i kwartet)